# アキノタムラソウ
アキノタムラソウ (Salvia japonica) は、野原に普通な多年草。細長い穂を伸ばして、薄紫色の花を付ける特徴がある。

## 特徴
草丈は20cmから80cmにもなる。茎は角張って四角形、まっすぐに立ち上がる。根元で分枝して、数本の束を作る事もある。葉は対生で、その形は単葉のものから複葉に分かれるもの、それも三出複葉から一－二回羽状複葉にまでなるが、とにかく変異が多い。葉の長さは葉柄を合わせて3-15cmと変異の幅が大きい。葉身はおおよそ卵形、深緑で表面はつやがなくて草質、まばらに毛がでることもあるが、無毛のこともある。縁には粗くて丸い鋸歯が出る。
花期は7月から11月にわたる。茎の先端が分枝し、長く伸びて穂状に花を着け、花序の長さは10-25cmにもなる。花は長さ10-13mm、青紫色で唇形、やや斜め上を向いて咲き、花冠の内側の基部近くに毛環がある。雄蘂は２本で、はじめ花冠の上唇に沿って上に伸びて前方に突き出すが、葯が開いてしまうと下向きに曲がる。
和名は秋の田村草だろうが、意味は不明とのこと。なお、タムラソウの名は、キク科にそれを標準和名に持つ種 Serratula coronata ssp. insularis（タムラソウ属）がある。こちらもその由来は不明。漢名は紫参で、鼠尾草は誤りであると、牧野は記している。

## 生育環境
森林の林縁部から明るい草原、あるいは道ばたにも見られ、日本産のこの属のものではもっとも人里に出る。雑草的な性質が強く、草刈りなどにあっても、再び根元や茎の半ばから枝を出して花をつける。そのため、本来の姿とは大きく異なった形で咲いているのを見ることも多い。

## 分布
本州から琉球に生育し、国外では朝鮮と中国に分布する。

## 利害
よく見れば綺麗な花ではあるが、草姿がだらしなく、大きくなるので観賞にはあまり向かない。

## 分類
日本産のアキギリ属には○○タムラソウの名を持つものは他にいくつかあり、いずれも花や葉の形は似ている。それらの中では、この種が一番大きくなるもので、また、分布も広く、平地から低山でもっともよく見かけるものである。以下のような種がある。
- S. omerocalyx　タジマタムラソウ
  - var. prostrata　ハイタムラソウ
- S. ranzaniana　ハルノタムラソウ
- S. pygmaea　ヒメタムラソウ
- S. isensis　シマジタムラソウ
- S. lutescens
  - var. lutescens　ウスギナツノタムラソウ
  - var. intermedia　ナツノタムラソウ
  - var. crenata　ミヤマタムラソウ
  - var. stoonifera　ダンドタムラソウ